# داني مارشال
داني مارشال (بالإنجليزية: Danny Marshall)‏ هو سياسي أمريكي، ولد في 20 يناير 1952 في دانفيل في الولايات المتحدة. حزبياً، نشط في الحزب الجمهوري.

## وصلات خارجية
- الموقع الرسمي